# Vilalba Sasserra
Vilalba Sasserra est une commune de la province de Barcelone, en Catalogne, en Espagne, de la comarque du Vallès Oriental,.
Le village est mentionné comme paroisse au début du 14e siècle.

## Géographie
La commune est située à 46 km de Barcelone.
|                    |                  | Santa Maria de Palautordera (sur 65 m) |
| Llinars del Vallès | Vilalba Sasserra | Vallgorguina                           |
|                    | Dosrius          |                                        |